# قلعه بزم
قلعه بزم مربوط به سده‌ها متاخر دوران‌های تاریخی پس از اسلام است و در شهرستان بوانات، بخش مرکزی، دهستان سروستان، ابتدای شمالی روستای بزم واقع شده و با شمارهٔ ثبت ۲۶۶۲۳ به‌عنوان یکی از آثار ملی ایران به ثبت رسیده است.